# Léna Quintin
Léna Quintin (Annecy, 17 maggio 1998) è una fondista francese.

## Biografia
Attiva in gare FIS dal marzo del 2014, la Quintin ha esordito in Coppa del Mondo il 21 dicembre 2019 a Planica (37ª), ai Campionati mondiali a Oberstdorf 2021, dove si è classificata 39ª nella sprint e 10ª nella sprint a squadre, e ai Giochi olimpici invernali a Pechino 2022, dove si è piazzata 31ª nella sprint, 10ª nella sprint a squadre e 12ª nella staffetta; ai Mondiali di Planica 2023 è stata 37ª nella sprint, 13ª nella sprint a squadre e 6ª nella staffetta e a quelli di Trondheim 2025 si è classificata 32ª nella sprint e 9ª nella sprint a squadre.

## Palmarès

### Coppa del Mondo
- Miglior piazzamento in classifica generale: 42ª nel 2024